# کول‌دیم تپه
کول دیم تپه مربوط به سده‌های میانه دوران‌های تاریخی پس از اسلام است و در اردبیل، فاز ۳، شهرک کارشناسان اردبیل واقع شده و این اثر در تاریخ ۱۸ اسفند ۱۳۸۷ با شمارهٔ ثبت ۲۴۹۳۵ به‌عنوان یکی از آثار ملی ایران به ثبت رسیده است.